# نهائي كأس إيطاليا 1990
نهائي كأس إيطاليا 1990 هي المباراة النهائية من منافسة كأس إيطاليا 1989–90، أقيمت المباراة في 1990، بين فريقي يوفنتوس، وإيه سي ميلان، وفاز فيها يوفنتوس، بعد أن هزم إيه سي ميلان، بنتيجة 1 - 0.

## تفاصيل المباراة
لعبت المباراة النهائية في 1990.
| يوفنتوس | 1 -0 | إيه سي ميلان |
| ------- | ---- | ------------ |
|         |      |              |